# كين لاسي
كين لاسي (بالإنجليزية: Ken Lacy)‏ هو لاعب كرة قدم أمريكية أمريكي، ولد في 1 نوفمبر 1960 في واكو في الولايات المتحدة.